# Eolagurus
Eolagurus — рід гризунів родини Cricetidae. Він містить такі види:
- Eolagurus luteus
- Eolagurus przewalskii